# Ess Eff Silent Motor Company
Ess Eff Silent Motor Company war ein US-amerikanischer Hersteller von Automobilen.

## Unternehmensgeschichte
Das Unternehmen wurde 1912 in Buffalo im US-Bundesstaat New York gegründet. Die Produktion von Automobilen begann, die als Ess Eff vermarktet wurden. Im gleichen Jahr endete die Produktion.

## Fahrzeuge
Im Angebot stand nur ein Modell. Ein luftgekühlter Zweizylinder-Zweitaktmotor trieb die Fahrzeuge an. Er hatte 92,075 mm Bohrung, 101,6 mm Hub, 1353 cm³ Hubraum und 17 PS Leistung. Er trieb über ein Friktionsgetriebe und eine Kette die Hinterachse an. Kettenantrieb war damals schon veraltet. Das Fahrgestell hatte 224 cm Radstand. Karosserieform war ein offener Runabout mit zwei Sitzen. Der Neupreis betrug niedrige 350 US-Dollar.